# Terra Roxa (Paraná)
Terra Roxa é um município brasileiro localizado na região oeste do Estado do Paraná. Por ser um centro de indústrias especializadas na fabricação de roupas infantis, carrega o título de Capital Nacional da Moda Bebê.

## Geografia
O município localiza-se na Mesorregião do Oeste Paranaense, estando em uma altitude de 217 metros no ponto mais baixo e em um cume de 417 metros. Possui uma área de 800,807 km² e sua população, conforme estimativas do IBGE de 2018, era de 17 439 habitantes, perfazendo uma densidade demográfica de 20,93 habitantes por km². 
Tem como distrito administrativo Santa Rita d'Oeste e as vilas de Alto Alegre e São José. 

### Hidrografia
Terra Roxa é banhada a oeste pelo Rio Paraná, ao norte pelo Rio Piquiri e ainda por cerca de 400 km de arroios e pequenos córregos, tais como: Rio Guaçu, Rio Açu, Rio Taturi, Rio São João, Rio Caçador, Córrego Jacaré, Córrego Erva Mate, Córrego Braço do Norte e Ribeirão Arroio do Canto.

### Rodovias
- PR-364
- BR-163
- BR-272

## Esporte
No passado a cidade possuiu um clube no Campeonato Paranaense de Futebol, a Sociedade Beneficente e Recreativa Comercial.

## Industria
Terra Roxa possui uma industrias especializadas na fabricação de roupas infantis, gerando para o município  um faturamento em torno de R$5 milhões. Desta forma, recebeu o titulo de "Capital Nacional da Moda Bebê" através de lei sancionada pelo Senado Federal.